# Oberschönau
Oberschönau – dzielnica miasta Steinbach-Hallenberg w Niemczech, w kraju związkowym Turyngia, w powiecie Schmalkalden-Meiningen. Do 31 grudnia 2018 jako samodzielna gmina wchodziła w skład wspólnoty administracyjnej Haselgrund.

## Współpraca
Miejscowości partnerskie:
- Hüttenberg, Hesja